# Свети Николай (Смикси)
„Свети Николай“ (на гръцки: Αγίου Νικολάου) е възрожденска православна църква в гревенското пиндско село Смикси, Егейска Македония, Гърция.
Църквата е разположена в източната част на селото и е енорийски храм. Построена е в 1750 година и е изписана в 1810 година както това е записано в надпис над главния вход. Друг надпис казва, че камбанарията е построена през 1887 година. Църквата е опожарена на 29 май 1989 г. и са унищожени резбованият необичаен иконостас от XVIII век, красивият парапет на женската църква и много ценни икони. След две години храмът е възстановен. Сегашният иконостас, иконите и стенописите са в атонски стил.
В архитектурно отношение е трикорабна базилика с дървен покрив и с полукръгла апсида на изток, която отвън е уккареса с пиластри, образуващи слепи ниши. На запад от храма е шестоъгълнатата триетажна кула на камбанарията, построена през 1887 г., според датата, издялана над входа.